# Miho Oki
Miho Oki, (en japonès: 沖美穗, Sendai, 8 de març de 1974) és una ciclista japonesa, que fou professional del 2002 al 2008. Campiona nacional nombrosos cops, va participar en tres edicions dels Jocs Olímpics.

## Palmarès
- 1998
  -  Campiona del Japó en ruta
- 1999
  - Campiona d'Àsia en ruta
  -  Campiona del Japó en ruta
- 2000
  -  Campiona del Japó en ruta
  - 1a a la Volta a Okinawa
- 2001
  -  Campiona del Japó en ruta
- 2002
  -  Campiona del Japó en ruta
  - 1a al Trofeu dels escaladors
  - Vencedora d'una etapa al Tour de l'Alta Viena
- 2003
  -  Campiona del Japó en ruta
- 2004
  -  Campiona del Japó en ruta
- 2005
  -  Campiona del Japó en ruta
- 2006
  -  Campiona del Japó en ruta
  -  Campiona del Japó en contrarellotge
- 2007
  -  Campiona del Japó en ruta
  -  Campiona del Japó en contrarellotge
- 2008
  -  Campiona del Japó en ruta